# Verbena californica
Verbena californica är en verbenaväxtart som beskrevs av Harold Norman Moldenke. Verbena californica ingår i släktet verbenor, och familjen verbenaväxter. Inga underarter finns listade i Catalogue of Life.